# Meshach Taylor
Meshach Taylor (Boston, 11 aprile 1947 – Altadena, 28 giugno 2014) è stato un attore statunitense noto per la sua interpretazione di Hollywood Montrose, uno sgargiante vetrinista nel film Mannequin (1987) e nel suo sequel, e per aver interpretato l'insegnante di studi sociali (e in seguito preside della scuola) Alastair Wright nella sitcom Ned - Scuola di sopravvivenza.

## Vita privata
Nel 1983 sposa l'attrice Bianca Ferguson. Ha avuto quattro figli, tre con Bianca e uno da un precedente matrimonio. I suoi figli sono le figlie Tamar, Esme e Yasmine e il figlio Tariq; aveva quattro nipoti.
È morto il 28 giugno 2014 a causa di un tumore, nella sua casa di Altadena, in California.

## Filmografia

### Cinema
- La maledizione di Damien (Damien: Omen II), regia di Don Taylor (1978)
- Stony Island, regia di Andrew Davis (1978)
- L'ululato (The Howling), regia di Joe Dante (1981)
- Explorers, regia di Joe Dante (1985)
- Allarme rosso (Warning Sign), regia di Hal Barwood (1985)
- Mannequin, regia di Michael Gottlieb (1987)
- Una notte da ricordare (The Allnighters), regia di Tamar Simon Hoffs (1987)
- La casa dei giochi (House of Games), regia di David Mamet (1987)
- Ultra Warrior, regia di Augusto Tamayo San Román (1990)
- Aiuto! Mi sono persa a New York (Mannequin Two: On the Move), regia di Stewart Raffill (1991)
- Sparami stupido! (Friends & Family), regia di Kristen Coury (2001)

### Televisione
- Cuori senza età (The Golden Girls) - serie TV (1985)
- Quattro donne in carriera (Designing Women) - serie TV, 152 episodi (1986-1993)
- L'ispettore Tibbs (In the Heat of the Night) - serie TV (1992)
- Due magiche gemelle (Double, Double, Toil and Trouble) - film TV (1993)
- Dave's World - serie TV, 97 episodi (1993-1997)
- Ned - Scuola di sopravvivenza (Ned's Declassified School Survival Guide) - serie TV, 23 episodi (2004-2007)
- Jessie - serie TV, un episodio (2012)
- Criminal Minds - serie TV, 2 episodi (2012-2014)

## Doppiatori italiani
Nelle versioni in italiano delle opere in cui ha recitato, Meshach Taylor è stato doppiato da:
- Vittorio Di Prima in La maledizione di Damien
- Massimo Lodolo in Explorers
- Massimo Giuliani in Mannequin
- Stefano De Sando in Aiuto!! Mi sono persa a New York
- Marco Balbi in Ned - Scuola di sopravvivenza
- Paolo Marchese in Criminal Minds